# Léa Serdarevic

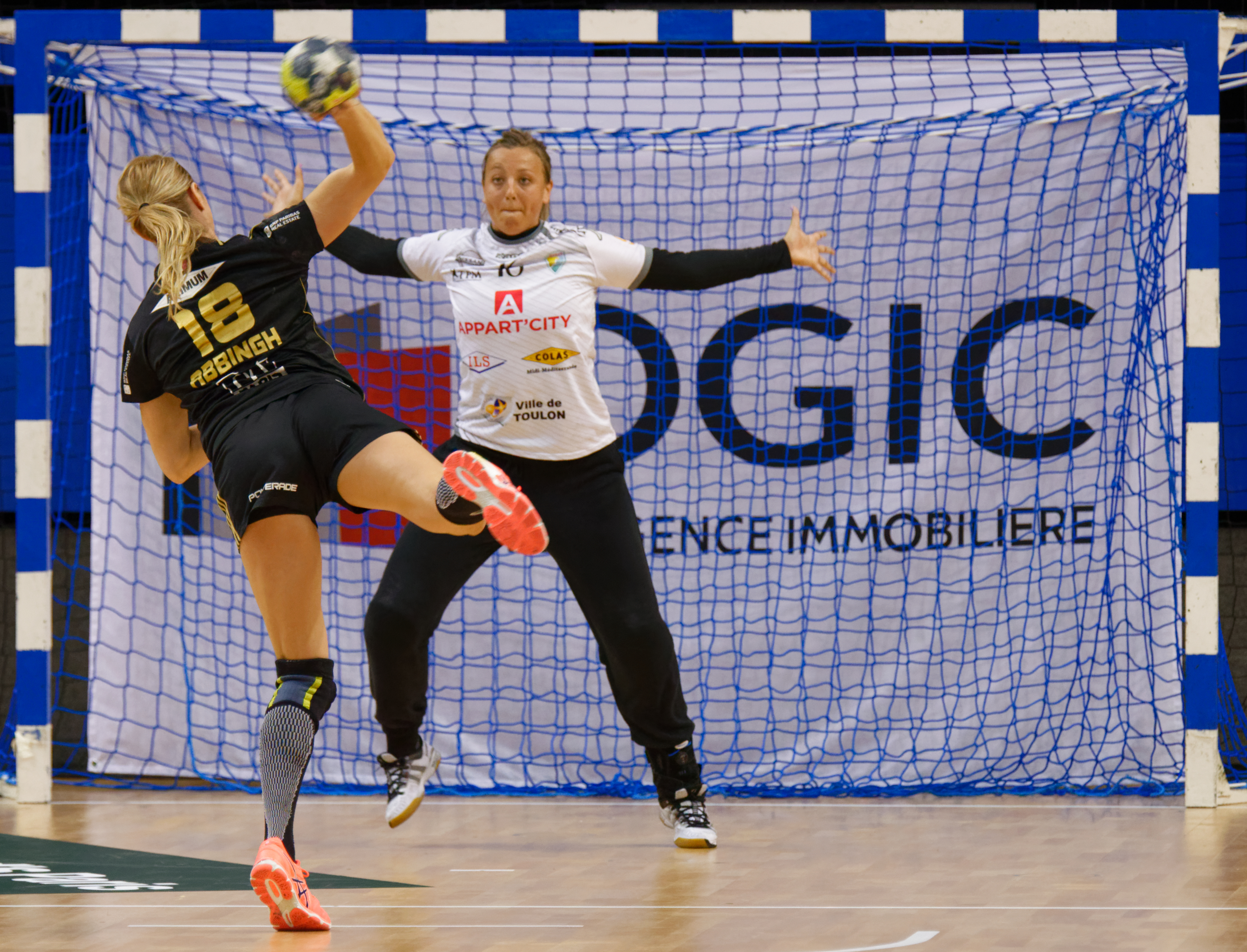
Léa Serdarevic tente de s'interposer face à un jet de 7 m de Lois Abbingh, le 7 mai 2017.

Léa Serdarevic, née le 17 août 1995, est une joueuse française de handball évoluant au poste de gardienne de but au Paris 92 depuis 2020. 

## Biographie
Léa Serdarevic est la fille de Zlatan et Indira Serdarević qui ont quitté à la fin des années 1980 Sarajevo (aujourd'hui en Bosnie-Herzégovine) pour Nousty, près de Pau : tous deux sont handballeurs, ils tentent alors leur chance en France,. Zlatan Serdarević sera ensuite entraîneur à Oloron, au Pau Nousty Sport et à Bordes. Le handball sera également le sport des enfants Serdarević puisque, outre Léa, sa sœur jumelle Emma a été joueuse de Colombelles et au Lomme Lille Métropole handball, et son frère Denis Serdarevic est gardien de but professionnel, notamment à Caen, Limoges, et Sélestat.
Après avoir débuté au Pau Nousty Sports, Léa poursuit sa formation au Bordes Sport Handball avant de rejoindre à l'été 2013 le Toulon Saint-Cyr Var Handball en première division. Elle fait ses débuts en équipe première durant la saison 2013-2014 et gagne régulièrement en temps de jeu au fil des saisons, en doublette avec Alexandra Bettachini. En 2016-2017, elle s'impose comme titulaire dans les buts du club toulonnais. 
En février 2017, à l'occasion de la convocation d'une équipe de France A', elle est appelée par Olivier Krumbholz, sélectionneur national, à participer à un stage concomitant à l'étape de mars de la Golden League.
En 2020, elle signe au Paris 92 en compagnie de Catherine Gabriel pour former un nouveau duo de gardiennes.

## Palmarès

### En club
- Championnat de France
  - 3e en 2022 (avec Paris 92)
- Coupe de France
  - Finaliste en 2016 et 2018 (avec Toulon Saint-Cyr Var Handball)